# 圣欧班勒科夫
圣欧班勒科夫（法語：Saint-Aubin-le-Cauf，法語發音：[sɛ̃.t‿obɛ̃ lə kof]）是法国滨海塞纳省的一个市镇，属于迪耶普区。

## 地理
圣欧班勒科夫（49°52'8"N, 1°10'48"E）面积10.11 平方千米，位于法国诺曼底大区滨海塞纳省，该省份为法国北部沿海省份，其西部及北部濒大西洋英吉利海峡，东起顺时针与索姆省、瓦兹省、厄尔省和卡爾瓦多斯省接壤。
与圣欧班勒科夫接壤的市镇（或旧市镇、城区）包括：阿尔克拉巴塔耶、当皮埃尔圣尼古拉、马蒂尼、圣日耳曼代塔布勒、圣尼古拉达列蒙。

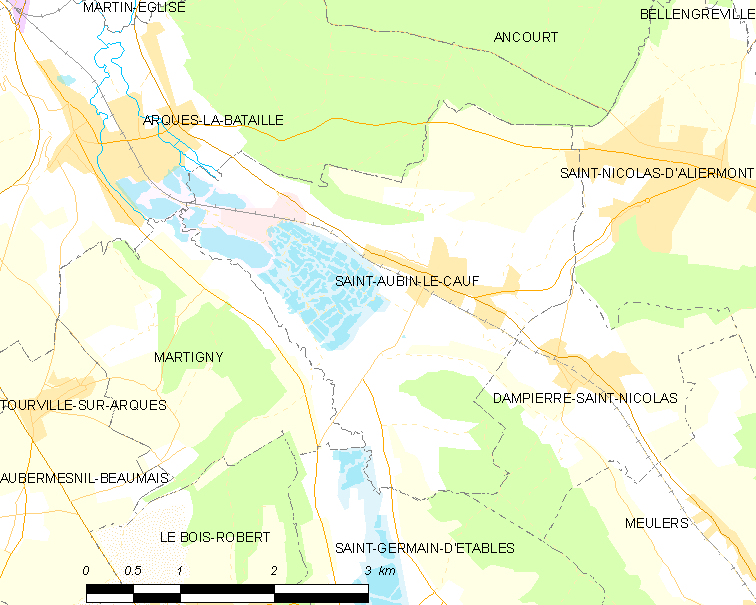
圣欧班勒科夫的OSM定位图

圣欧班勒科夫的时区为UTC+01:00、UTC+02:00（夏令时）。

## 行政
圣欧班勒科夫的邮政编码为76510，INSEE市镇编码为76562。

## 政治
圣欧班勒科夫所属的省级选区为迪耶普第二县。

## 人口

1962-2008年间圣欧班勒科夫人口变化图示

圣欧班勒科夫于2022年1月1日时的人口数量为832人。